# Martín Miguel
Martín Miguel ist ein Ort und eine Gemeinde (municipio) mit 263 Einwohnern (Stand: 2024) in der zentralspanischen Provinz Segovia in der Autonomen Region Kastilien-León. 

## Lage und Klima
Martín Miguel liegt in der kastilischen Meseta in ca. 970 m Höhe ungefähr 14 Kilometer (Fahrtstrecke) westlich der Provinzhauptstadt Segovia. Das Klima ist gemäßigt bis warm; Regen (594 mm/Jahr) fällt mit Ausnahme der trockenen Sommermonate übers Jahr verteilt.

## Bevölkerungsentwicklung
| Jahr      | 1970 | 1981 | 1991 | 2001 | 2011 | 2021 |
| Einwohner | 308  | 245  | 220  | 201  | 254  | 230  |

## Sehenswürdigkeiten

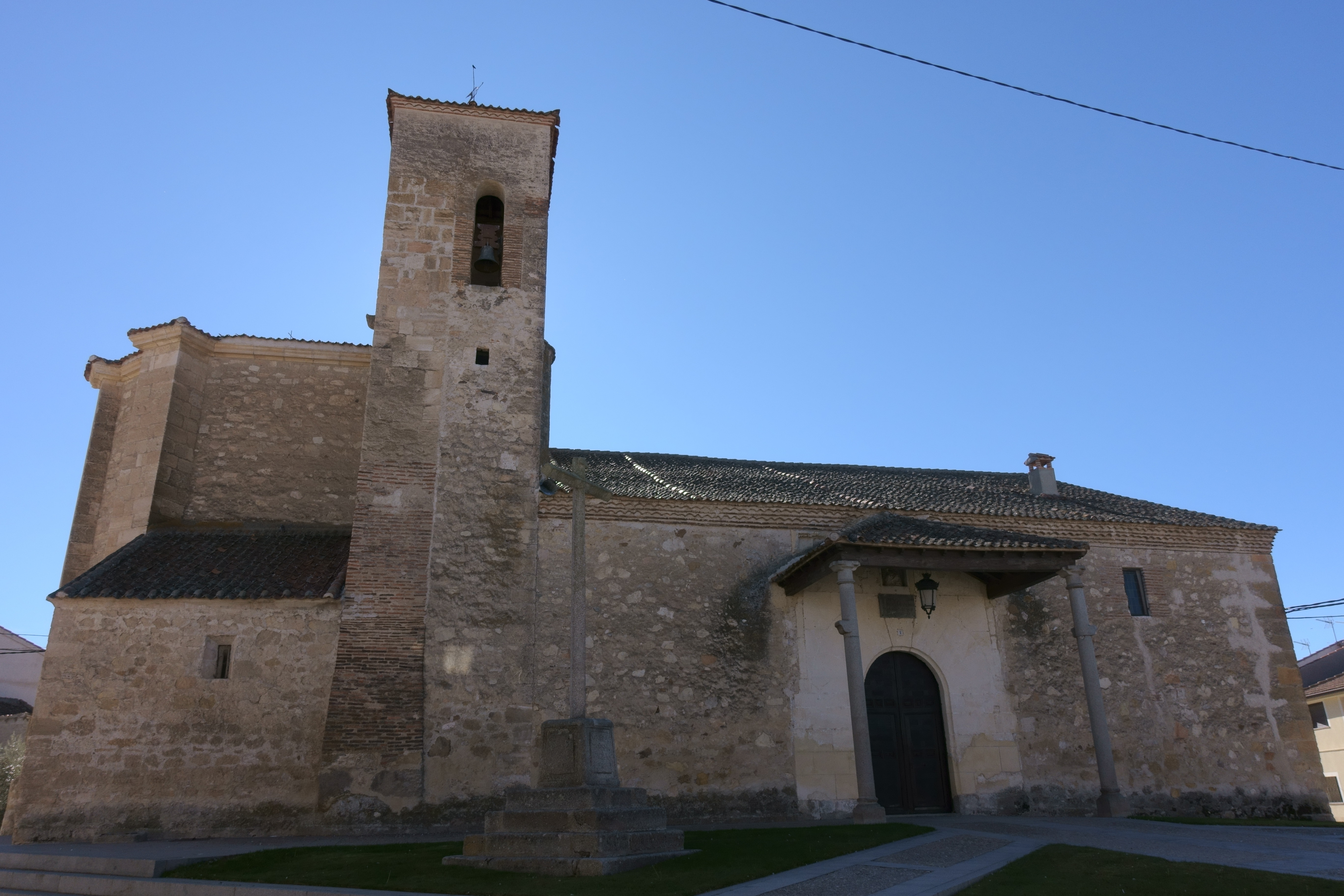
Bartholomäuskirche
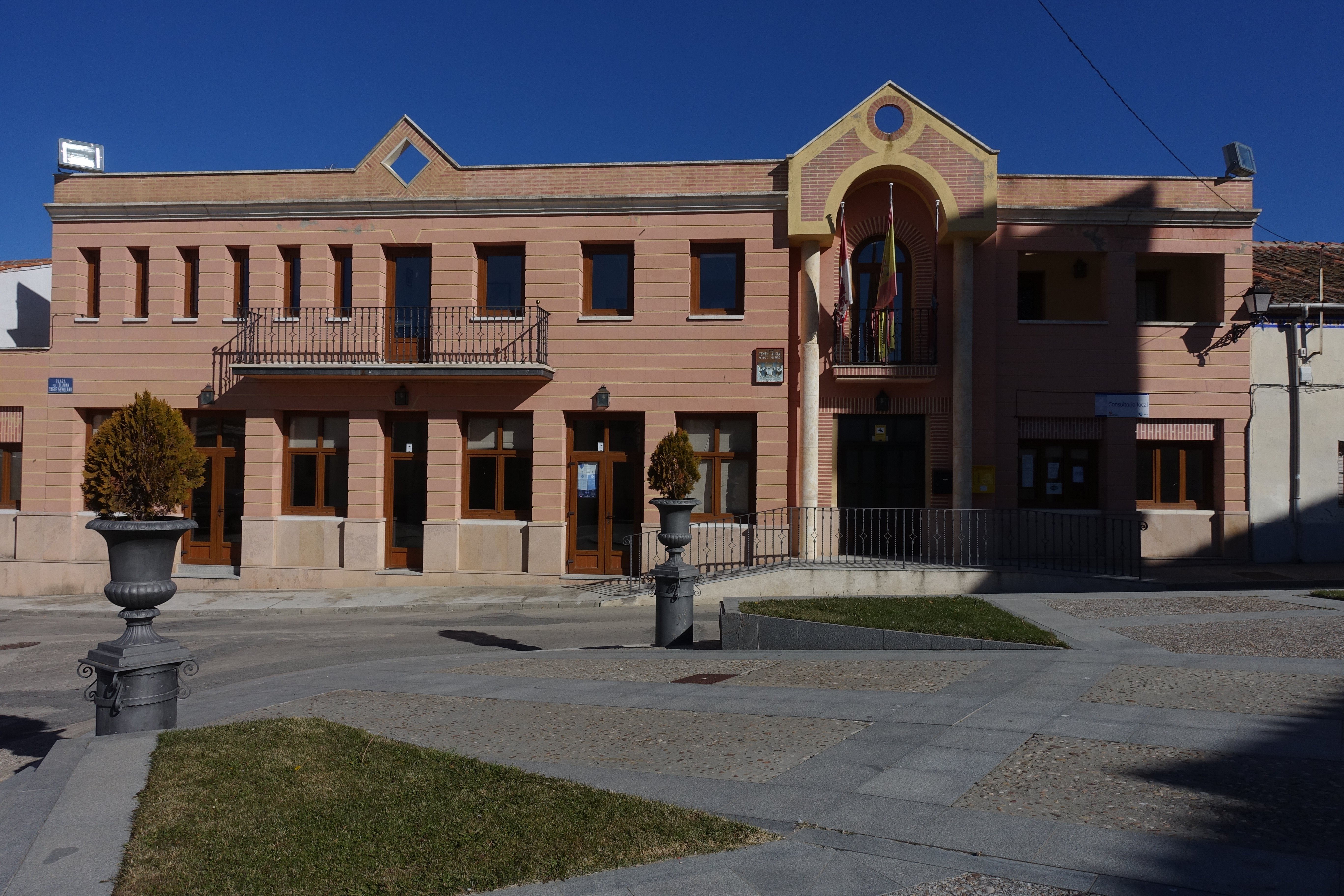
Christuskapelle

- Bartholomäuskirche
- Rathaus